# 大阪府立箕面高等学校
大阪府立箕面高等学校（おおさかふりつ みのおこうとうがっこう）は、大阪府箕面市牧落に所在する公立高等学校。
通称は「みのこう」、「箕高」。

## 概要
大阪府箕面市南部に位置する。校地の南東側の境界は豊中市との境界である。
中学生の増加と高校進学率上昇を背景として、1963年に開校した。開校当初は全日制普通科高等学校だったが、1992年に国際教養科が併設された。国際教養科はさらに2016年度入学生よりグローバル科へと改編され、普通科とあわせて2学科体制となっている。
アメリカ・オーストラリア・ドイツなどさまざまな国から留学生・帰国生等を受け入れ、ハットバレー高校と姉妹校提携、大阪外国語大学（現・大阪大学外国語学部）と高大連携を結ぶといった、国際交流を重視する教育を行っている。2006年には、関西大学・マヌカウ工科大学（ニュージーランド）との高大連携を締結した。
旧大阪外国語大学との高大連携教育は、生徒が大阪外国語大学の指定科目を受講し、それが高等学校卒業に必要な単位として認められるシステムであった。これはグローバル科の生徒だけでなく普通科の生徒も受講し、単位を取得できた。2年時から大学受験を意識したクラス編成となり、文科系・理科系のクラス編成を行う。
2011年より、イングリッシュフロンティアハイスクールズG3グレード校に指定されている。

## 沿革
- 1961年3月 - 定例府議会にて新設高校増設決定。
- 1963年4月 - 大阪府立箕面高等学校開校。
- 1992年4月 - 国際教養科2クラス新設。
- 2001年9月 - ハットバレー高校（ニュージーランド）と姉妹校提携。
- 2002年3月	- 大阪外国語大学(現大阪大学外国語学部)との連携協定調印。
- 2006年6月	- 関西大学との高大連携協定調印
- 2006年8月 - ニュージーランド・マヌカウ工科大学との高大連携協定調印
- 2007年8月	- オーストラリア・マッコーリー大学との高大連携協定調印
- 2008年3月	- 関西学院大学との高大連携協定調印
- 2008年3月 - 大阪大学との高大連携協定調印
- 2014年10月 - ベルリッツ・ジャパンと英語授業の提携を開始
- 2016年 - 国際教養科をグローバル科に改編。

- 大阪府立高校の中でも比較的校則は緩く，校訓にもあるように生徒の自主性に任せている。

## 著名な出身者
- 金菱清 - 東北学院大学 准教授
- 山岸久朗 - 弁護士、タレント
- 木村真 - 豊中市議会議員、市民活動家
- 立田恭三 - 読売テレビアナウンサー（39期・国際教養科）
- 矢井田瞳 - シンガーソングライター（32期・国際教養科）
- 有馬隼人 - アメフト選手・元TBSアナウンサー（31期）
- 渡辺啓 - 作家・脚本家・元タレント（グレートチキンパワーズ メンバー）（30期）
- 北原雅樹 - 俳優・タレント（グレートチキンパワーズ メンバー）（30期）
- 椎名高志 - 漫画家（19期）
- 八木美香 - タレント（19期）
- KO-ICHIRO - ミュージシャン（Skoop_On_Somebody キーボード・コーラス）（17期）
- 桂九雀 - 上方噺家（14期）
- 葛城ゆい - 女優・宝塚歌劇団
- 御織ゆみ乃 - 振付家・宝塚歌劇団
- 尾崎礼香 - グラビアアイドル（44期）
- 梅田澪理 - アナウンサー（44期）
- 平川沙英 - アナウンサー（48期）
- 桂九ノ一 - 上方噺家（桂九雀門下）（49期）
- 上田洋子 - ロシア文学者・株式会社ゲンロン代表取締役

## 部活動
水泳部・アメフト部・ハンドボール部などは近畿大会やインターハイ、ダンス部・放送部は全国大会への出場実績がある。

## 交通
- 阪急箕面線 牧落駅 南東へ約1km。
- 大阪モノレール 少路駅 北へ約2km。
- 阪急バス 箕面高校前バス停・永楽荘四丁目バス停